# Stengylet
Stengylet är en sjö i Karlshamns kommun i Blekinge och ingår i Mörrumsåns huvudavrinningsområde. Sjön är 5,6 meter djup, har en yta på 0,0334 kvadratkilometer och befinner sig 110 meter över havet.